# Slag bij Manzikert
De Slag bij Manzikert was een militaire veldslag die plaatsvond op vrijdag 26 augustus 1071 in het uiterste oosten van het Byzantijnse Keizerrijk, nabij Manzikert (het huidige Malazgirt), ten noorden van het Vanmeer.
Een leger van het Byzantijnse Rijk, aangevoerd door keizer Romanus IV Diogenes, vocht tegen een leger van het Seltsjoekenrijk onder aanvoering van Alp Arslan. De strijd eindigde in een nederlaag voor de Byzantijnen en de gevangenneming van de keizer. In de jaren na de slag veroverden de Seltsjoeken het grootste deel van Anatolië. De slag ondermijnde de autoriteit van de Byzantijnen in Klein-Azië en Armenië en markeerde het begin van het einde voor het Byzantijnse Rijk als een militair levensvatbare staat.
De verovering door de Seltsjoeken was ook aanleiding voor de Rooms-katholieke kerk om grootschalige militaire expedities naar Anatolië en het zogenaamde Heilige Land te organiseren, om de gebieden te heroveren ("Eerste Kruistocht"), daar de Seltsjoeken christelijke gelovigen en pelgrims bedreigden.

## Wat voorafging
In de tiende en vroege elfde eeuw had het Byzantijnse Rijk een periode van herstel gekend, mogelijk gemaakt door het verval van het Kalifaat van de Abbasiden. In 1040 namen de Turkse Seltsjoeken de feitelijke macht in het kalifaat over. Groepen Seltsjoeken voerden hierop vaker plundertochten uit in de Byzantijnse grensprovincies en veroverden grensvestigingen. Keizer Romanus IV besloot een enorm leger te concentreren om een halt toe te roepen aan Seltjoekse invallen in Anatolië, de veiligheid van de oostelijke grens van het Byzantijnse Rijk te herstellen, de vestingen te heroveren en zo mogelijk nog wat gebied aan zijn rijk toe te voegen.

De manoeuvres van de beide legers

Volgens historicus Steven Runciman was het Byzantijnse leger, ondanks hervormingen door Romanus IV, niet langer de magnifieke strijdmacht van vijftig jaar eerder. De professionele eenheden zware cavalerie, de katafraktas, vroeger zestigduizend man sterk en verantwoordelijk voor de bewaking van de Syrische grens, waren als bezuinigingsmaatregel ontbonden. Het grootste deel van het leger bestond nu uit huurlingen: Slaven uit de Balkan en Turken van de Russische steppen. Het elitekorps, de Varangiaanse garde, werd gevormd door Noren, Normandiërs en Frankische cavalerie. Van de honderdduizend man bestond meer dan de helft uit Turkse huurlingen.
Toen Romanus met dit leger naar het oosten trok, verraste dit Alp Arslan. Romanus had namelijk voorgewend een wapenstilstand te willen eerbiedigen. Alp Arslan deed een oproep aan de gehele moslimwereld tot een heilige oorlog tegen de christenen. Zijn leger bestond uit Arabieren, stammen uit Iran, Irak, Syrië en natuurlijk Seltsjoeken. Schattingen over de omvang van dit leger variëren sterk.
Romanus stuurde een belangrijk deel van het leger, Turkse huurlingen onder het bevel van Joseph Tarchaniotes, een Georgisch officier, naar het Meer van Van. Die splitsing van de strijdmacht werd later gezien als een belangrijke oorzaak van de nederlaag. Het lot van de afgesplitste strijdmacht is echter onzeker. Werd dit leger in een aparte veldslag verslagen? Of liepen de huurlingen over naar de zijde van Arslan? Of was legerleider Tarchaniotes omgekocht door de met de keizer rivaliserende Doukas-familie?
In ieder geval hield Romanus hierdoor minder dan de helft van zijn leger over. De feitelijke veldslag vond waarschijnlijk ongeveer drie kilometer van de stad Manzikert plaats, op een vlakte begrensd door begroeide heuvels.
De dag vóór de slag bood Alp Arslan een verdrag aan, waarbij Armenië tussen beiden verdeeld werd. Alp Arslan zou hierdoor de handen vrij krijgen om naar zijn belangrijkste rivalen, de sjiitische Fatamiden in Egypte op te trekken. Romanus wees het aanbod echter af.

## De slag (strategisch)
De bronnen verschillen over de omvang van de legers.
Alp Arslan bereidde een aantal hinderlagen in de heuvels voor. Boogschutters vormden het centrum op de vlakte. Het Byzantijnse leger werd op klassieke wijze opgesteld: infanterie in verschillende linies in het centrum, en cavalerie op de vleugels. De achterhoede stond onder bevel van Andronicus Doukas, neef van de keizer en aanvoerder van de rivaliserende familie. Romanus zelf commandeerde de voorhoede.
Tijdens de slag trokken de Turkse boogschutters voor het Byzantijnse centrum terug in een halvemaanvormige formatie, de Byzantijnse troepen voortdurend beschietend. Het Byzantijnse leger handhaafde lange tijd gedisciplineerd zijn formatie. In de middag verloor de cavalerie onder deze beschieting de zelfcontrole, chargeerde en liep in de valstrikken tussen de heuvels.
Romanus gaf opdracht tot een terugtocht. Alp Arslan zag dat en beval een algemene aanval waarbij zijn troepen gebruik wisten te maken van gaten die in de Byzantijnse linie ontstaan waren. Romanus gaf bevel weer op te rukken, een bevel dat niet opgevolgd werd door Doukas. Deze gaf opdracht verder terug te trekken naar het basiskamp, mogelijk aannemend dat de keizer gesneuveld was.
De voorhoede werd van de achterhoede gescheiden. Een van de vleugels werd van de voorhoede gescheiden en vernietigd. Romanus werd gevangengenomen. Ook de Byzantijnse achterhoede werd uiteengeslagen en vernietigd.
Alp Arslan nodigde de verslagen en gevangen Romanus uit aan zijn tafel. Na de slag kwamen belangrijke steden als Edessa en Antiochië aan de Seltsjoeken.
Mehmet Alp Arslan nam twee dochters van Romanus als bruid voor twee van zijn zonen. Romanus werd daarna verraden en afgezet als keizer van het Byzantijnse Rijk en uit het rijk verbannen.

## Gevolgen voor de macht

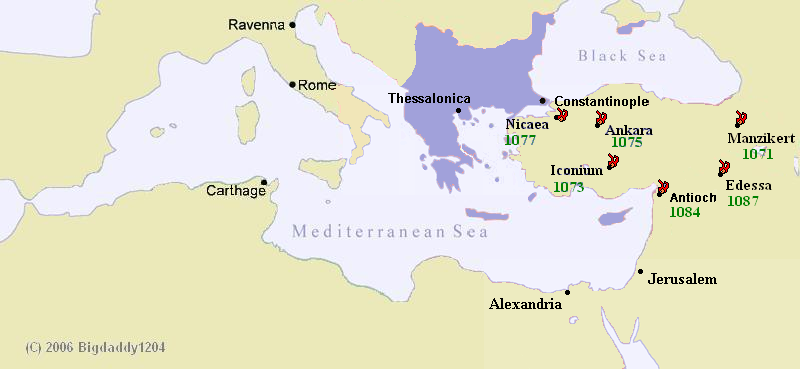
Het Byzantijnse Rijk verloor bijna al het Aziatische grondgebied

Deze slag was het begin van het verval van het Byzantijnse Rijk. Door de overgave van Antiochië, Edessa en Manzikert verloor het Byzantijnse Rijk zijn handel en invloed op het Midden-Oosten.
Binnen enkele jaren ging Klein-Azië, de belangrijkste bron van manschappen en inkomsten voor Byzantium, verloren en schreef de Byzantijnse keizer Alexios I Komnenos aan Paus Urbanus II met een verzoek om hulp. Dit leidde vanaf 1096 tot de kruistochten, die weer de kuststrook van Klein-Azië in Byzantijnse hand zouden brengen.
Het is echter niet zo dat de Seltsjoekse veroveringen het gevolg waren van een systematische campagne door Alp Arslan direct na de slag. Die richtte zich weer naar Egypte. De oorzaken van het Byzantijnse verval waren veel complexer. Het elimineren van Romanus leidde tot een enorme interne machtsstrijd. Normandische huurlingen probeerden een eigen staatje te stichten. Stadsgouverneurs gehoorzaamden het centrale gezag niet meer. De oostgrens werd niet langer bewaakt en Turkmeense stammen stroomden Anatolië in. Stamleiders installeerden zich als bovenlaag op het platteland en steden droegen de macht over aan Turkse huurlingen om zich tegen plundertochten te beschermen. De Armeniërs verwelkomden de Turken als bevrijders. Romanos IV Diogenes wilde het Oost-Orthodoxe geloof van de Armeniërs vernietigen. Zij maakten van deze chaos gebruik om naar het zuidwesten te trekken en staatjes te vormen aan de kust van de middellandse zee. Met de nederlaag van het Rijk en de oriëntatie van de Seltsjoeken naar het westen, hadden de Armeniërs een comfortabel leven in het zuiden. Binnen twintig jaar was het Byzantijnse Rijk het gezag kwijt over vrijwel heel Klein-Azië, op wat kuststeden na. De Slag bij Manzikert was het begin geweest van deze omwentelingen en zou in de Byzantijnse beleving als een grote catastrofe gezien gaan worden, hoewel de strikt militaire betekenis relatief gering was.